# Balkancar record
 (octobre 2020).
Balkancar record (bulgare : Балканкар рекорд) est une usine bulgare de construction de machines diverses, située à Plovdiv, en Bulgarie. L'entreprise est le plus grand fabricant de chariots élévateurs du pays.

## Histoire
Balkancar record faisait partie de Balkancar, qui comptait parmi les plus grandes usines de construction de machines de la République populaire de Bulgarie. En 1950, à Plovdiv, l'Usine de fabrication d'automobiles "Vasil Kolarov" a été fondée, où les voitures étaient assemblées par des fabricants comme Renault. La production de chariots élévateurs a commencé en 1965. En 1980, 100 000 chariots élévateurs ont été produits. La première plateforme électrique de l'entreprise a été produite en 1951.